# Joan Mundet
Joan Mundet (n. Castellar del Vallés; 1956), guionista, dibujante, pintor e ilustrador español.

## Biografía
Joan Mundet inició su actividad profesional en 1974 como historietista de encargo. En 1983 publicó su primera obra completa en la revista Rambla, con varias historias en ella hasta 1985. Desde 1986 se dedica principalmente a la ilustración con algunas colaboraciones en el campo de la historieta.
Desde el año 2000 ilustra la serie de novelas Las aventuras del capitán Alatriste del escritor Arturo Pérez-Reverte, en sustitución de Carlos Puerta. También ha ilustrado los productos derivados de esta misma serie de novelas, como por ejemplo el Juego de rol del capitán Alatriste (2002) y las historietas El capitán Alatriste (2005) y Limpieza de sangre (2008).
A partir del año 2011, comenzó a dibujar para el mercado italiano la popularísima historieta Dago, la creación del guionista Robin Wood, sustituyendo ocasionalmente a Carlos Gómez hasta finales de 2013. En 2008 publicó "Gari Folch" su primera novela gráfica, a la que siguieron: "Best seller" (2014), "Looking for Nobody"(2017), "Capablanca, Acara o cruz" (2016), "Capablanca, dos muertes" (2017), "Capablanca, el pozo del olvido" (2018), "Capablanca, te llamaré Capablanca"(2019), "Capablanca, cien mil doblones"(2020) el western "Bajo el cielo de acero"(2021), "Capablanca, Adiós a la tierra"(2022) y "Capablanca, Proceso a Jerónima" (2024).

## Novela gráfica
Alrededor de Joan Fornells.
- Gari Folch (2008)
- Best seller (2014)
- Looking for Nobody (2017)

Capablanca, primer ciclo.
- A cara o cruz (2016)
- Dos muertes (2017)
- El pozo del olvido (2018)
- Te llamaré Capablanca (2019)
- Cien mil doblones (2020)
- Adiós a la tierra (2022)
- Proceso a Jerónima (2024)

El capitán Alatriste.
- Adaptación al cómic de El capitán Alatriste con guion de Carlos Giménez (2005).
- Adaptación al cómic de Limpieza de sangre con guion de Carlos Giménez (2008).

## Unitarios
- 11-M la novela gráfica con guion de Pepe Gálvez y Toni Guiral (2009).
- Bajo el cielo de acero (2021)

## Ilustración

##### Alatriste
- Ilustraciones para (El oro del rey) (2000).
- Ilustraciones para (El caballero del jubón amarillo) (2003).
- Ilustraciones para (Corsarios de Levante) (2006).
- Ilustraciones para (El puente de los asesinos) (2011)
- Ilustraciones para (Todo Alatriste) (2016)

###### Otros
- Ilustraciones para España 1936 de Antonio Catalán (2007).
- Ilustraciones para la Xarxa serie de cuentos infantiles.